# Wendelin Stambach

Supplementum commentarii, 1574

Wendelin Stambach (Butzbach, 1454 – Tubinga, 14 gennaio 1519) è stato un teologo tedesco. Professore all'Università di Tubinga nel 1489, fu poi eletto rettore. Curò la pubblicazione degli scritti di Gabriel Biel.

## Opere
- (LA) Supplementum commentarii magistri Gabrielis Biel in quartum librum sententiarum, Brescia, Pietro Bozzola, Vincenzo Sabbio, 1574.